# TDD (Rai Furlanija Julijska Krajina)
Il TDD (Televizijski Deželni Dnevnik)  è il notiziario regionale in lingua slovena trasmesso su Rai 3 BIS FJK dalla sede Rai di Trieste, filiale giuliana del servizio pubblico radiotelevisivo italiano.

## Storia
Il TDD nacque nel 1995 per servire la minoranza linguistica slovena in Friuli-Venezia Giulia, che inizialmente copriva le sole province di Trieste e Gorizia, affiancandosi alla stazione radiofonica (ora denominata Rai Radio Trst A). A differenza dei TGR, che si occupano esclusivamente della regione in questione, è un notiziario completo, con pagina regionale, nazionale, esteri, sport e meteo (in sloveno Vreme). Al venerdì in coda all'edizione va in onda un approfondimento dal titolo Predstavlja con una durata di circa 15 minuti in replica al mercoledì prima della consueta edizione delle 20:30. Al sabato, sempre in coda all'edizione serale, trasmette la lettura del vangelo (in sloveno Utrip Evangelija).

## Edizioni
Il telegiornale regionale TDD Furlanija Julijska Krajina viene trasmesso alle 20:30 e adotta grafica e sigla identici al TGR italiano. Caratteristica dell'edizione slovena era la data presente nella sigla di testa, in basso a destra, fino al 7 luglio 2023. Il notiziario viene diffuso in diretta dallo stesso studio di quello italiano. Il TDD viene replicato su TV Koper-Capodistria (canale regionale dell'Istria, dedicato alla minoranza linguistica italiana in Slovenia e Croazia, del gruppo RTV Slovenija) e sul primo canale della televisione pubblica slovena (TV SLO 1).
Dal 19 gennaio 2015 il telegiornale viene prodotto in tecnologia digitale e dal 14 settembre 2015 adotta una nuova grafica e sigla in nuovo studio pari a quello dell'edizione italiana.